# باتودا
باتودا (به ایتالیایی: Battuda) یک کومونه در ایتالیا است که در استان پاویا واقع شده‌است.

## خصوصیات
باتودا ۷٫۰ کیلومترمربع مساحت و ۳۳۹ نفر جمعیت دارد.